# Mikita Uszinenka
Mikita Uszinenka (belarussisch Мікіта Усціненка, russisch Никита Устиненко/Nikita Ustinenko; * 22. April 1995 in Homel) ist ein belarussischer Eishockeyspieler, der seit 2021 erneut beim HK Homel in der belarussischen Extraliga unter Vertrag steht.

## Karriere
Mikita Uszinenka begann seine Karriere als Eishockeyspieler beim HK Homel in seiner Geburtsstadt. In der Spielzeit 2012/13 wurde der Verteidiger von RCOP Raubitschy in der Wysschaja Liga, der zweithöchsten belarussischen Spielklasse eingesetzt. 2013 kehrte er nach Homel zurück und spielte für die ersten beiden Mannschaften des Klubs in der Extraliga und der Wysschaja Liga. Kurz nach Saisonbeginn 2014/15 schloss er sich Dinamo-Schinnik Babrujsk aus der russischen Juniorenliga Molodjoschnaja Chokkeinaja Liga an. Nach Ende seiner Juniorenzeit wurde er 2015 vom belarussischen Spitzenklub HK Dinamo Minsk verpflichtet, für den er bis 2018 38 Spiele in der Kontinentalen Hockey-Liga absolvierte. Daneben spielte er für den HK Dinamo Maladsetschna in der belarussischen Extraliga. Kurz vor den Playoffs 2018 wechselte er zum HK Junost Minsk, mit dem er belarussischer Vizemeister wurde. Zur Spielzeit 2018/2019 wechselte er in die russische Wysschaja Hockey-Liga, wo er jeweils kurzzeitig beim HK Jugra Chanty-Mansijsk und Molot-Prikamje Perm auf dem Eis stand. Aber noch im Herbst 2018 kehrte er nach Belarus zurück und spielte die Saison beim HK Schachzjor Salihorsk aus der Extraliga zu Ende. 2019 wurde er erneut vom HK Dinamo Minsk verpflichtet, spielte aber nur zweimal in der KHL und ansonsten erneut in der Extraliga bei Dinamo Maladsetschna. Da sein Vertrag nicht verlängert wurde, setzte er die Spielzeit 2020/21 aus. Seit 2021 spielt er wieder für seinen Stammverein HK Homel in der Extraliga.

### International
Für Belarus nahm Uszinenka im Juniorenbereich zunächst an der U18-Weltmeisterschaft 2013 in der Division I teil. Anschließend spielte er bei den U20-Junioren-Weltmeisterschaften 2015 ebenfalls in der Division I, als er als bester Scorer unter den Verteidigern zum Aufstieg der Weißrussen in die Top-Division beitrug.
Im Seniorenbereich stand er erstmals im Aufgebot seines Landes bei der Eishockey-Weltmeisterschaft 2015 in der Top-Division. Dort spielte er auch bei den Weltmeisterschaften 2016 und 2018, als die Weißrussen den Abstieg hinnehmen mussten. So spielte er bei der Weltmeisterschaft 2019 in der Division I, als der direkte Wiederaufstieg in die Top-Division gelang. Dieser konnte wegen der weltweiten COVID-19-Pandemie jedoch erst 2021 wahrgenommen werden.

## Erfolge und Auszeichnungen
- 2015 Aufstieg in die Top-Division bei der U20-Weltmeisterschaft der Division I, Gruppe A
- 2019 Aufstieg in die Top-Division bei der Weltmeisterschaft der Division I, Gruppe A